# 布法羅 (印第安納州)
布法羅（英語：Buffalo）是位於美國印地安納州懷特縣的一個人口普查指定地區。

## 人口
根據2010年美國人口普查的數據，布法羅的面積為6.60平方千米，當中陸地面積為6.20平方千米，而水域面積為0.40平方千米。當地共有人口692人，而人口密度為每平方千米104.85人。